# Thierry Alain Mbognou
Thierry Alain Mbognou, kamerunski nogometaš, * 30. november 1992, Yaoundé, Kamerun.
Doslej je igral v Liechtensteinu in v Avstriji, nakar se je julija 2013 preselil v Novo mesto. Igra v zvezni vrsti kot zadnji vezni. Govori francosko, nemško in angleško in je eden izmed sedmih otrok ter edini nogometaš v družini. Njegov vzornik je kapetan Ganske nogometne reprezentance Mikael Essien. Alain je navijač Arsenala in Barcelone. Kličejo ga Mon père, kar bi v slovenščini pomenilo moj oče, katerega je izgubil v zgodnjem otroštvu. Ima dober pregled nad igro, igra z obema nogama, prevladuje v napadalnih situacijah 1 na 1.